# Zelenkoa
Zelenkoa (возможное русское название Зеленкоа)  — монотипный род эпифитных трявянистых растений семейства Орхидные, или Ятрышниковые (Orchidaceae). Единственный вид — Zelenkoa onusta (возможное русское название Зеленкоа онуста).
Аббревиатура родового названия, используемая в промышленном и любительском цветоводстве — Zel.

## Синонимы
- Oncidium holochrysum Rchb.f. (1862)
- Oncidium onustum Lindley (1833)basionym

## Этимологияи история описания
Род назван в честь известного коллекционера орхидей, писателя и иллюстратора Гарри Зеленко (Harry Zelenko). 

Видовой эпитет образован от слова onustus (a, um) — (на)груженный, навьюченный, наполненный, преисполненный, отягощённый, обременённый.
Вид не имеет устоявшегося русского названия, в русскоязычных источниках обычно используется научное название Zelenkoa onusta или его синоним Oncidium onustum.
Английское название — The Luxurious Oncidium.

## Биологическое описание
Побег симподиального типа. 

Псевдобульбы до 3—4 см высотой, слегка сжатые с боков, бороздчатые, зелёного цвета с пурпурной пятнистостью, яйцевидной или грушевидной формы. С возрастом морщинистые. Образуют плотные группы.

Листья зелёные, суккулентные, до 9—14 см в длину, 1,5 см в ширину. 

Цветонос свисающие, появляются у основания псевдобульб, 20—35 см в длину. Соцветие — жесткая кисть, как правило, несет 8—14 цветков. 

Цветки жёлтого цвета, до 2 см в диаметре. Губа тройная, большая, практически круглая, размером около 2 см в диаметре. Колонка около 4 мм, зелёного цвета с ярко-желтыми крыльями и красным пятном.

## Ареал, экологические особенности
От Мексики до Эквадора и Перу. 
По другим данным только Эквадор и Перу.
 Эпифит на кактусах и покрытых мхом ветвях деревьев в засушливых лесах на высотах от 0 до 1200 метров над уровнем моря. 
 В местах произрастания этого вида климат характеризуется наличием долгой засушливой зимы. 

Минимальные и максимальные температуры (день\ночь) Tumbes, Перу: 

Январь 22,32\14,21 °C 

Февраль 21,31\14,21 °C 

Март 22,32\14,21 °C 

Апрель 22,32\14,22 °C 

Май 21,32\14,22 °C 

Июнь 20,30\14,22 °C 

Июль 19,28\14,23 °C 

Август 19,28\14,23 °C 

Сентябрь 19,28\14,23 °C 

Октябрь 20,28\14,22 °C 

Ноябрь 21,30\14,22 °C 

Декабрь 20,31\14,21 °C
Относительная влажность воздуха — 65-83 %.
Относится к числу охраняемых видов (II приложение CITES).

## В культуре
В культуре с 1848 года. 

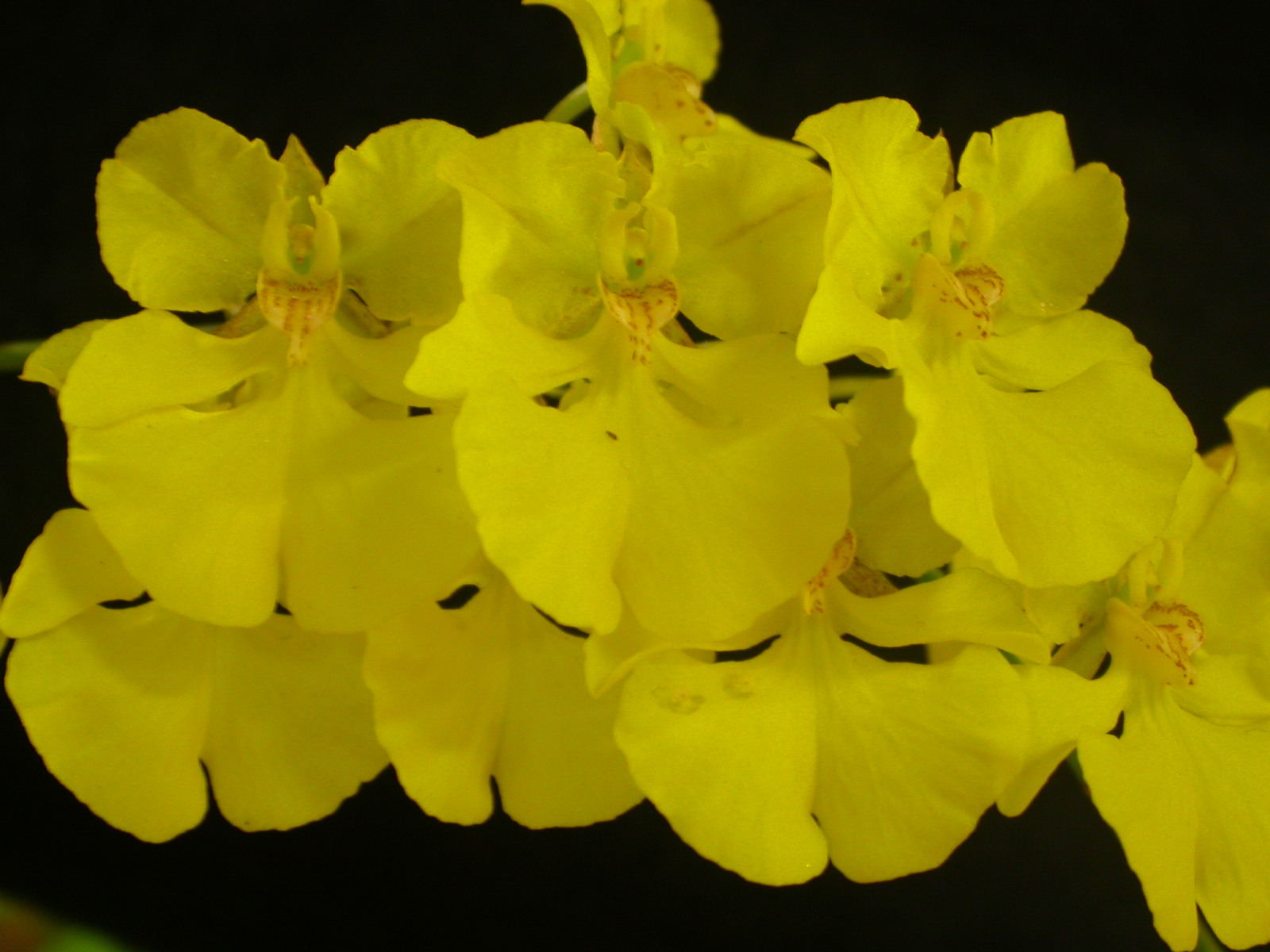
'

Температурная группа — умеренная\теплая. 
 На протяжении всего года дневная температура воздуха желательно поддерживать на уровне 28—30 °C, ночную — 20—22 °C. Из-за сравнительно широкого диапазона высот обитания, растений следует содержать на 4—6 °C прохладнее, чем указано. Для нормального цветения обязателен перепад температур день/ночь в 5—8 °C.

Освещение яркий рассеянный свет. В условиях квартиры окна южной, восточной и западной ориентации. Около 2500—3500 FC, при интенсивной циркуляции воздуха.

Относительная влажность воздуха 50—70 %.
Посадка на блок или в корзинку для эпифитов с субстратом из сосновой коры средней фракции, иногда с дополнительными добавками. Субстрат не должен препятствовать движению воздуха в корнеобитаемой зоне.
В природе растения получают воду от редких дождей в течение всего года. Дополнительная влага поступает от росы и туманов. В зимнее время полив уменьшают. 

Во избежание грибковых и бактериальных болезней корней субстрат должен успевать полностью просохнуть между поливами. 

Цветение в период с осени до зимы. 

Подкормка слабыми растворами комплексных удобрений производится в период активного роста, азотные удобрения используются весной и в начале лета, фосфатные летом и осенью. 

Ярко выраженного периода покоя нет. Условия выращивания должны быть почти одинаковыми в течение всего года. Полив можно уменьшить в периоды с коротким световым днем или при продолжительном понижении температуры. Нельзя допустить, чтобы субстрат оставался абсолютно сухим в течение длительных периодов времени. Удобрения должны быть снижены или отменены в период между полным вызреванием новых псевдобульб и появлением новых побегов.

## Названия иаббревиатурыискусственные межродовыхгибридов(грексов) с участиемZelenkoa
По данным The International Orchid Register.
- Andreettara [Are.] = Cochlioda x Miltonia x Odontoglossum x Zelenkoa
- Baptikoa [Btk.] = Baptistonia x Zelenkoa
- Compelenzia [Cpz.] = Comparettia x Rodriguezia x Zelenkoa
- Gomenkoa [Gmk.] = Gomesa x Zelenkoa
- Leokoa [Lko.] = Leochilus × Zelenkoa
- Milenkocidium [Mkd.] = Miltonia x Oncidium x Zelenkoa
- Mountfordara [Mtf.]= Leochilus x Oncidium x Rodriguezia x Tolumnia x Zelenkoa
- Odontokoa [Otk.] = Odontoglossum x Zelenkoa
- Odontozelencidium [Otl.] = Odontoglossum x Oncidium x Zelenkoa
- Onrodenkoa [Odk.] = Oncidium x Rodriguezia x Zelenkoa
- Onzelcentrum [Olt.] = Oncidium x Trichocentrum x Zelenkoa
- Onzelettia [Ozt.] = Comparettia x Oncidium x Zelenkoa
- Onzeloda [Ozl.] = Cochlioda x Oncidium x Zelenkoa
- Onzelumnia [Ozn.] = Oncidium x Tolumnia x Zelenkoa
- Savageara [Svg.] = Oncidium x Rodriguezia x Tolumnia x Zelenkoa
- Zelemnia [Zlm.] = Tolumnia x Zelenkoa
- Zelumguezia [Zgz.] = Rodriguezia x Tolumnia x Zelenkoa
- Zelenchilum [Zlc.] = Cyrtochilum x Zelenkoa
- Zelenchostele [Zcs.] = Rhynchostele x Zelenkoa
- Zelenettia [Znt.] = Comparettia x Zelenkoa
- Zelenkoara [Zka.] = Leochilus x Oncidium x Rodriguezia x Zelenkoa
- Zelenkocidium [Zed.] = Oncidium x Zelenkoa
- Zelglossoda [Zgd.] = Cochlioda x Odontoglossum x Zelenkoa
- Zeltonossum [Zts.] = Miltonia x Odontoglossum x Zelenkoa
- Zelumguezia [Zgz.] = Rodriguezia x Tolumnia x Zelenkoa

## Искусственныегибриды(грексы)
- Zelenkocidium (Zed) Memoria Harold Starkey — Zel. onusta x Oncidium forbesii
- Odontokoa Wintergold — Rhynchostele bictoniense х Zel. onusta

По данным The International Orchid Register:
- Balenkezia Andrew Lorincz — Bpt. Hanna Topp x Zel. onusta, E.Lorincz 2006
- Gomenkoa Golden Arches — Gom. recurva x Zel. onusta, J.Dunkelberger 2007
- Odontocidium Chrome Leopard — Odcdm. (Ctd.) Roger Cole x Zel. onusta, J.Dunkelberger 2003
- Odontocidium Apollo (Zcs.) — Zel. onusta x Rst. cordata, Woodland 2003
- Odontozelencidium Hwuluduen Little — Odcdm. (Colm.) Wildcat x Zel. onusta, Hwuluduen Orch. 2006
- Oncidium Cynthia Brighton — Onc. duveenii x Zel. onusta, R.J.Midgett(Gold Country) 2003
- Zelenettia Judith Florencia — Zel. onusta x Comp. speciosa, E.Sànchez 2007
- Zelemnia Orchidom Alameda Joy — Tolu. (Onc.) Alameda Joy x Zel. onusta, W.Savage 2009
- Zelglossoda Hwuluduen Maple — Wils. Hwuluduen Fire x Zel. onusta, Hwuluduen Orch. 2009
- Zelumguezia Orchidom Dancing Elf — Rrm. (Rdcm.) Orchidom Dancer x Zel. onusta, W.Savage 2009
- Zelenkocidium Heiko Greffier — Onc. fuscatum x Zel. onusta, P.Teipel 2006